# Bàlacros (militar)
Bàlacros (en llatí Balacros, en grec antic Bάλακρoς) fou un militar macedoni, fill d'Amintes, de l'exèrcit d'Alexandre el Gran, al segle iv aC.
Va tenir el comandament de les forces aliades, quan Antígon el Borni va ser nomenat sàtrapa de Frígia l'any 334 aC. El 331 aC, després de l'ocupació d'Egipte, es va quedar en aquest país amb una part de l'exèrcit juntament amb Peucestes de Macedònia.